# Liutgarda di Lussemburgo
Liutgarda di Lussemburgo, in francese Liutgarde de Luxembourg e in olandese Lutgardis van Luxemburg (965/970 – 14 maggio dopo il 1005), fu contessa consorte d'Olanda dal 988 al 993, in quanto moglie del quarto (secondo gli Annales Egmundani, fu il terzo) Conte d'Olanda, Arnolfo.

## Origine
Liutgarda era figlia di Sigfrido, primo conte di Lussemburgo (infatti secondo la Thietmari Merseburgensis episcopi Chronicon Liutgarda è citata come sorella di Cunegonda (Liudgardae sororis reginae), che, come ci conferma, il monaco e cronista, Rodolfo il Glabro, aveva sposato il re di Germania e futuro Imperatore del Sacro Romano Impero, Enrico II, figlia di Sigfrido di Lussemburgo; il matrimonio tra Cunegonda ed Enrico II, viene confermato anche dall'Annalista Saxo) e di Edvige  (domina Hedewich comitissa, mater Chunigundis imperatricis), come ci conferma la Vitæ Heinrici et Cunegundis Imperatores Preface, che secondo la GENEALOGY.EU era Edvige di Nordgau, figlia di Eberardo IV, conte di Nordgau.
Sigfrido di Lussemburgo, ancora secondo la GENEALOGY.EU era il figlio di Vigerico di Bidgau e di Cunigonda, nipote del re dei Franchi Occidentali, Luigi il Balbo (la madre di Cunigonda era Ermetrude, figlia di Luigi il Balbo), quindi discendente di Carlo Magno.

## Biografia
Secondo gli Annales Egmundani, Liutgarda, nel 980, alla presenza dell'Imperatore del Sacro Romano Impero, Ottone II di Sassonia, fu data in sposa all'erede della contea d'Olanda, Arnolfo d'Olanda, che, secondo il documento n° 33a della Chronologia Johannes de Beke era il figlio primogenito del terzo Conte d'Olanda, Teodorico II e della moglie (come confermano gli Annales Egmundani, la moglie di Teodorico II si chiamava Hildegarda), Hildegarda di Fiandra, come confermano sia la Caroli Magni Progenies a pagina 138 (non consultata) sia le Europäische Stammtafeln, vol II, 5 (non consultate).
Hildegarda di Fiandra ([prima del 933-10 aprile 990, sempre secondo le Europäische Stammtafeln, vol II, 5 (non consultate) era figlia del Conte di Fiandra, Arnolfo I, e della sua seconda moglie, Adele di Vermandois, ma, secondo alcuni storici, tra cui Gerhard Rösch, era figlia di Arnolfo I di Fiandra e della sua prima moglie di cui non si conoscono né il nome né gli ascendenti, citata sempre nelle Europäische Stammtafeln, vol II, 5 (non consultate).
Teodorico II d'Olanda, secondo il documento n° 28a della Chronologia Johannes de Beke era l'unico figlio del secondo Conte d'Olanda, Teodorico I e della moglie (come confermano gli Annales Egmundani, la moglie di Teodorico I si chiamava Geva), Geva, di cui non si conoscono gli ascendenti, ma di nobili origini (habens in uxorem matronam nobilem, nomine Ghevam).
Il matrimonio di Liutgarda viene ricordato anche dalla Chronologia Johannes de Beke, nel capitolo 37, dove erroneamente sostiene che Liutgarda era figlia di Teofano, (ricordata come imperatore bizantino) e, sempre erroneamente, sorella di Teofano, moglie dell'imperatore, Ottone II di Sassonia.
Col documento n° 19 del Kaiserkunden Otto III, datato 25 agosto 985, il nuovo Imperatore del Sacro Romano Impero, Ottone III di Sassonia, riconobbe al suocero di Liutgarda, Teodorico II (fideli nostro Theoderico comiti) la proprietà su alcune contee (in comitatibus Masalant, Kinhem, Texla), corrispondenti oggi alla zona compresa tra Hoek van Holland (dove poi sorse Rotterdam) e Gouda, il Kennemerland vicino a Haarlem, e l'isola di Texel nel nord dell'Olanda.
Il suocero, Teodorico II, morì nel 988, come confermano gli Annales Egmundani; anche la Chronologia Johannes de Beke, nel capitolo 36, riporta la morte di Teodorico II precisando che morì il 6 maggio (II Non Mai) 988 e che fu sepolto, vicino al padre Teodorico I, nell'abbazia di Egmond.
Suo marito, Arnolfo succedette al padre, nel titolo di conte d'Olanda, come confermano anche gli Annales Egmundani.
Il marito, Arnolfo morì nel 993, come confermano gli Annales Egmundani; la Chronologia Johannes de Beke, nel capitolo 38b, narra gli avvenimenti inerenti alla sua morte avvenuta nella Frisia occidentale, precisando che si trovava nei pressi del villaggio di Winkel e morì il 18 settembre (XIIII kalendas octobris) 993 e che fu sepolto, vicino al padre Teodorico I, nell'abbazia di Egmond.
Gli succedette il figlio Teodorico; Liutgarda viene citata, assieme al figlio Teodorico, nel documento n° 102, datato 995, del Cartulaire de la ville de Gand, Chartes et documents T. I, Liber traditionum sancti Petri Blandiniensis, inerente ad una donazione per l'anima del marito.
Non si conosce la data esatta della morte di Liutgarda, senz'altro dopo il maggio 1005, quando viene citata, in vita, dalla Thietmari Merseburgensis episcopi Chronicon; la Chronologia Johannes de Beke riporta la morte il 14 maggio (ii ydus Maii) e che fu tumulata accanto al marito, nell'abbazia di Egmond; mentre la Vitæ Heinrici et Cunegundis Imperatores Preface, riporta che Liutgarda, ricordata come sorella di Cunegonda morì il 15 maggio (Idus Maii, Liukart comitissa, soror Chunigundis imperatricis, obiit).

## Figli
Liutgarda ad Arnolfo diede tre figli:
- Teodorico (981/90 - 1039), che succedette al padre come conte d'Olanda[14]
- Sigfrido[14](n.985; m. 1039), che dal documento n° 88 del Oorkondenboek Holland, viene ricordato, assieme ai genitori ed al fratello, nell'opera di realizzazione , dell'abbazia di Egmond[25]
- Adelina, che, come ci viene confermato dalle Europäische Stammtafeln[11], vol II, cap. 2 (non consultate) aveva sposato, in prime nozze, Baldovino II di Boulogne[24], ed in seconde nozze, verso il 1033, Enguerrand di Saint-Riquier[24].

## Ascendenza
|                          |   |            | Genitori             |  |  | Nonni |  |  | Bisnonni |  |  | Trisnonni |  |
|                          |   |            |                      |  |  |       |  |  | …        |  |  | …         |  |
|                          |   |            |                      |  |  |       |  |  | …        |  |  | …         |  |
|                          |   | …          |                      |  |  |       |  |  | …        |  |  |           |  |
| Vigerico di Bidgau       |   |            |                      |  |  |       |  |  | …        |  |  |           |  |
|                          |   | …          | …                    |  |  |       |  |  |          |  |  |           |  |
|                          |   | …          | …                    |  |  |       |  |  |          |  |  |           |  |
|                          |   | …          | …                    |  |  |       |  |  |          |  |  |           |  |
| Sigfrido di Lussemburgo  |   | …          |                      |  |  |       |  |  |          |  |  |           |  |
|                          |   | …          | …                    |  |  |       |  |  |          |  |  |           |  |
|                          |   | …          | …                    |  |  |       |  |  |          |  |  |           |  |
|                          |   | …          | …                    |  |  |       |  |  |          |  |  |           |  |
| Cunegonda                |   | …          |                      |  |  |       |  |  |          |  |  |           |  |
|                          |   | Ermentrude | Luigi II di Francia  |  |  |       |  |  |          |  |  |           |  |
|                          |   | Ermentrude | Luigi II di Francia  |  |  |       |  |  |          |  |  |           |  |
|                          |   | Ermentrude | Ansgarda di Borgogna |  |  |       |  |  |          |  |  |           |  |
| Liutgarda di Lussemburgo |   | Ermentrude |                      |  |  |       |  |  |          |  |  |           |  |
|                          | … | …          |                      |  |  |       |  |  |          |  |  |           |  |
|                          | … | …          |                      |  |  |       |  |  |          |  |  |           |  |
|                          | … | …          |                      |  |  |       |  |  |          |  |  |           |  |
| Eberardo IV di Nordgau   | … |            |                      |  |  |       |  |  |          |  |  |           |  |
|                          |   | …          | …                    |  |  |       |  |  |          |  |  |           |  |
|                          |   | …          | …                    |  |  |       |  |  |          |  |  |           |  |
|                          |   | …          | …                    |  |  |       |  |  |          |  |  |           |  |
| Edvige di Nordgau        |   | …          |                      |  |  |       |  |  |          |  |  |           |  |
|                          |   | …          | …                    |  |  |       |  |  |          |  |  |           |  |
|                          |   | …          | …                    |  |  |       |  |  |          |  |  |           |  |
|                          |   | …          | …                    |  |  |       |  |  |          |  |  |           |  |
| Liutgarda di Lotaringia  |   | …          |                      |  |  |       |  |  |          |  |  |           |  |
|                          |   | …          | …                    |  |  |       |  |  |          |  |  |           |  |
|                          |   | …          | …                    |  |  |       |  |  |          |  |  |           |  |
|                          |   | …          | …                    |  |  |       |  |  |          |  |  |           |  |
|                          |   | …          |                      |  |  |       |  |  |          |  |  |           |  |